# 卡尔·埃利奥特
卡尔·埃利奥特（英語：Carl Elliott，1961年7月25日—）是一位美国哲学家，明尼苏达大学生命伦理学教授，主要作品有《白大衣、黑帽子——在医学黑暗面上冒险》（White Coat, Black Hat: Adventures on the Dark Side of Medicine，2010年）等。